# Мюльгайм-ам-Майн
Мюльгайм-ам-Майн (нім. Mühlheim am Main) — громада в Німеччині, знаходиться в землі Гессен. Підпорядковується адміністративному округу Дармштадт. Входить до складу району Оффенбах.
Площа — 20,67 км2. Населення становить 28 534 ос. (станом на 31 грудня 2020).